# Caravansérail Agha Qahraman Mirsiyab oglu
 (janvier 2022).
Le Caravansérail Agha Qahraman Mirsiyab oglu (en azéri : Ağa Qəhrəman Mirsiyab oğlu) est un monument historique et architectural d'importance nationale situé dans la ville de Choucha, enregistré par le ministère de la Culture et du Tourisme de la République d'Azerbaïdjan.

## Histoire
Le caravansérail a été construit dans les années 1880 aux frais du marchand de Choucha Aga Gahraman Mirsiyab oglum, dans la partie ouest de la ville, appelée Meydan (la place principale de la ville) était également connu sous le nom de caravansérail Mesdjidli. La façade principale du caravansérail donne sur le Rasta Bazaar - la rue commerçante centrale de la ville. Au deuxième étage du bâtiment, il y avait 25 chambres destinées aux marchands, au premier étage des bureaux commerciaux et environ 30 magasins. Des marchandises de tous les coins du Karabakh, ainsi que d'autres pays du Caucase, de Russie et d'Iran ont été livrées au caravansérail Mirsiyab oghlu. Pendant la période soviétique, le caravansérail servait de marché agricole.

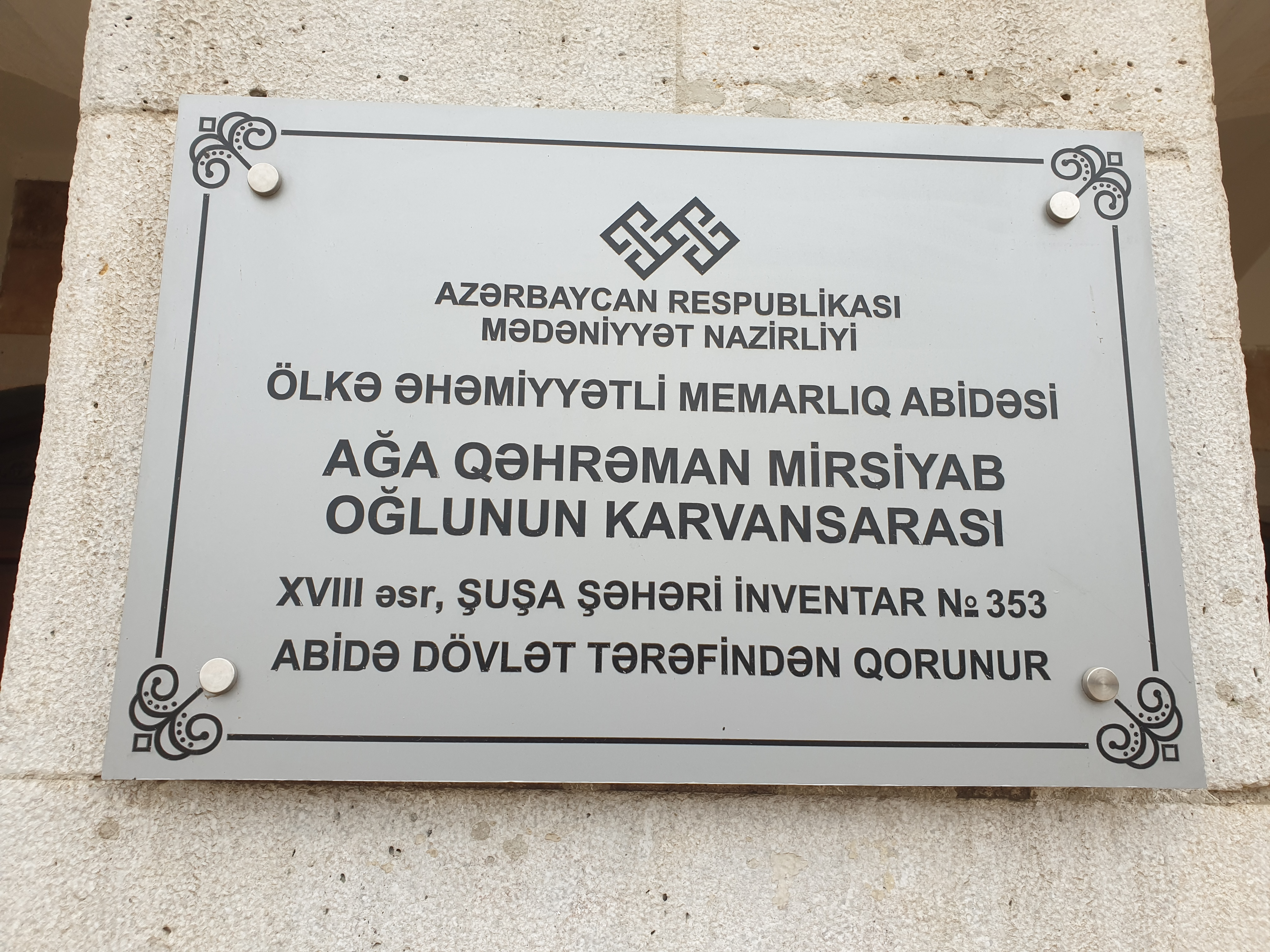
Caravansérail Agha Gahraman Mirsiyab oglu

Firidun Shushinsky écrit dans son ouvrage consacré aux monuments historiques et culturels de Choucha : 
A la fin du XIXe siècle, dix caravansérails fonctionnaient à Choucha. Parmi eux, les caravansérails de Haji Abbas, Gatirchy Murad, Mirsiyab oglu, ainsi que Chaytan Bazar et Khanlyg Mukhtar se sont démarqués. Cependant, le meilleur caravansérail de la ville était le caravansérail de Machadi Chukur Mirsiyab oglu. Ce bâtiment majestueux a été construit dans les années 80 du XIXème siècle. L'ensemble architectural du bâtiment attire l'attention.

## Caractéristiques architecturales
La façade principale du caravansérail, située au bord d'une falaise abrupte, surplombe le Rasta Bazaar - la rue commerçante centrale de Chocha. Baharly, qui raconte l'histoire du Karabakh, dans sa chronique «Akhvalati Karabakh» («Événements du Karabakh») note que le bâtiment reflète les principales caractéristiques de l'apparence architecturale de Choucha.

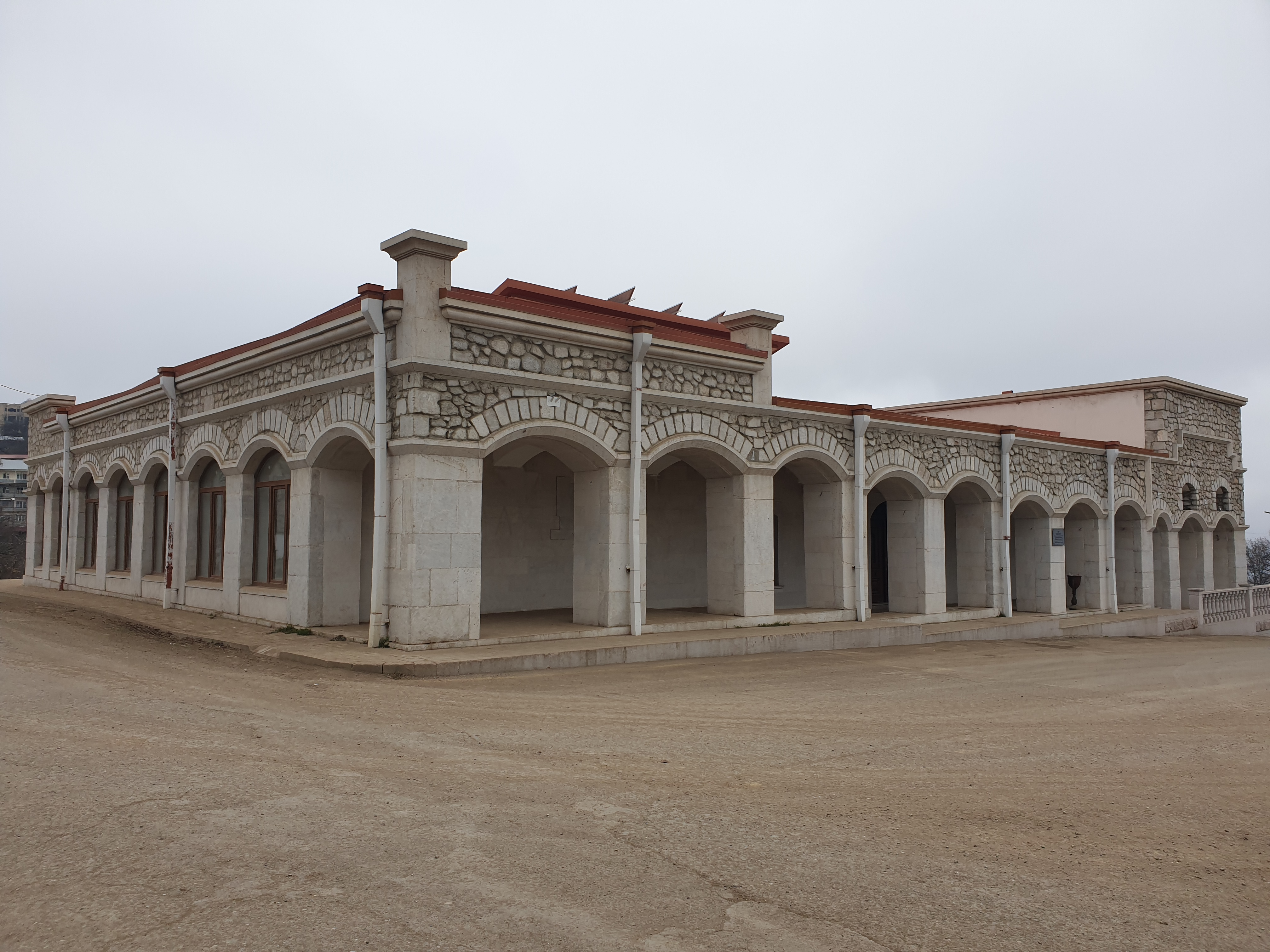
Vue générale du Caravansérail

## Mosquée
Une mosquée pour les marchands et les invités a également été construite dans le coin du bâtiment au deuxième étage. D'où le deuxième nom du caravansérail - Mesdjidli (du mot məscid - mosquée). La salle de prière à trois nefs de la mosquée, comme dans de nombreuses mosquées de Choucha, était couverte d'un plafond voûté sur des colonnes octogonales, ce qui était typique de l'architecture de Choucha. La superficie de la salle était de 8,36 sur 9,22 mètres.
Les murs de la mosquée étaient décorés avec goût d'élégants bas-reliefs, ainsi que la niche voûtée heptagonale du mehrab. E. Avalov note que l'emplacement de la mosquée à l'intérieur du caravansérail était le seul cas dans la pratique de la construction de bâtiments d'un type similaire. De plus, il n'y avait pas d'analogues à cela dans toute l'architecture islamique.